# Exochus ostentatus
Exochus ostentatus là một loài tò vò trong họ Ichneumonidae.